# 大塔爾納鄉

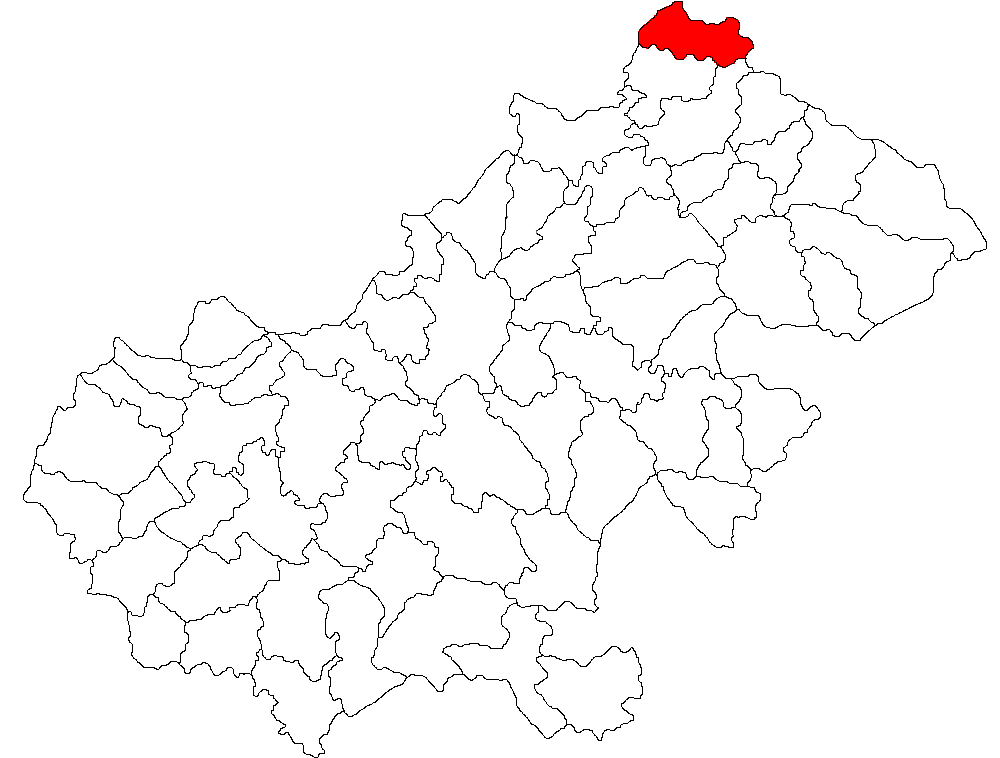

48°5′N 23°12′E / 48.083°N 23.200°E
大塔爾納鄉（羅馬尼亞語：Comuna Tarna Mare, Satu Mare），是羅馬尼亞的鄉份，位於該國西北部，由薩圖馬雷縣負責管轄，面積44平方公里，海拔高度168米，2007年人口3,904，人口密度每平方公里89人。